# Carlos Castaño Panadero

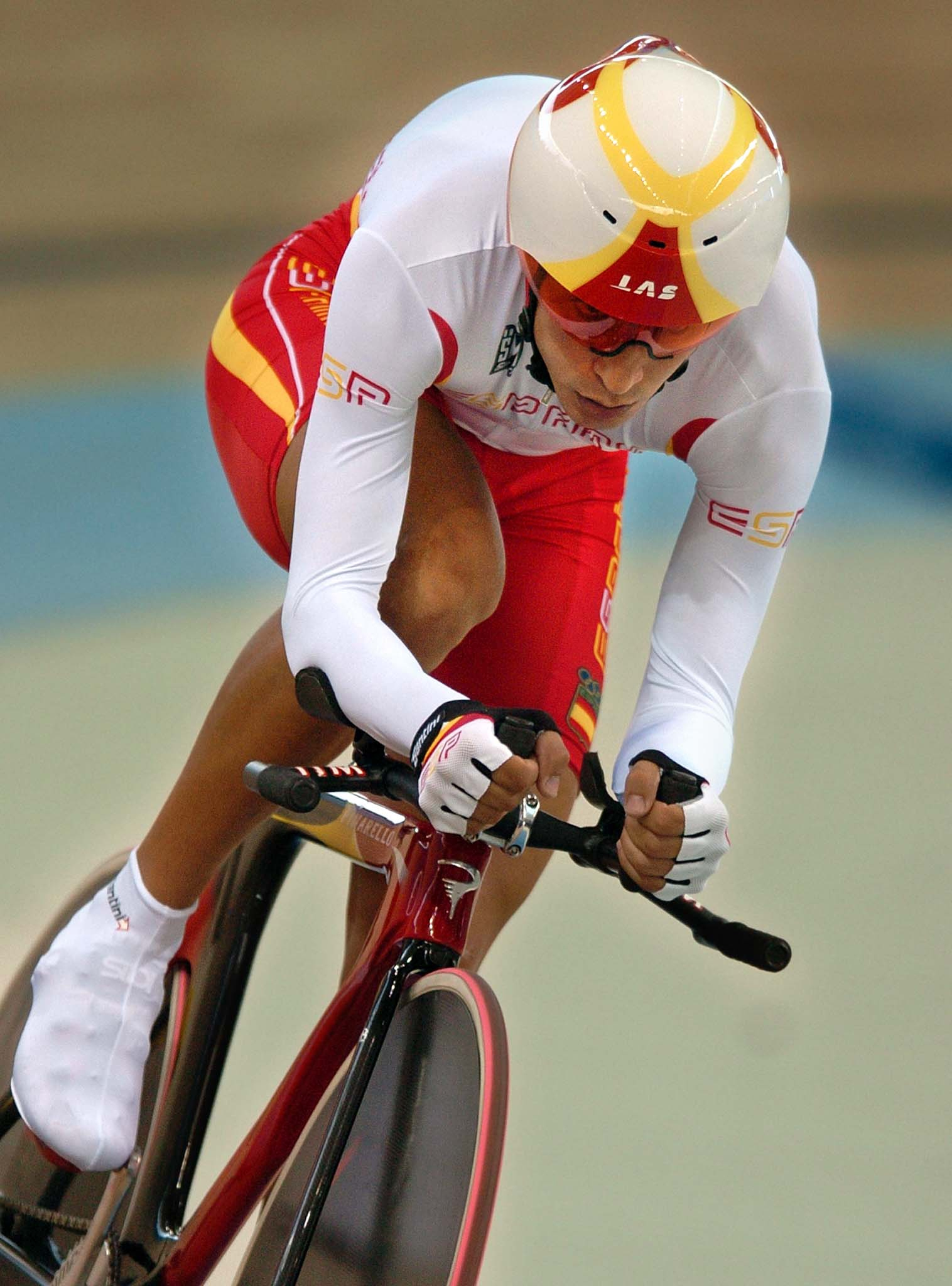
Carlos Castaño bei den Olympischen Spielen 2004 in Athen

Carlos Castaño Panadero (* 7. Mai 1979 in Madrid) ist ein ehemaliger spanischer Bahn- und Straßenradrennfahrer.
Carlos Castaño gewann auf der Bahn 2004 bei den Weltmeisterschaften und bei den Olympischen Spielen in Athen jeweils die Bronzemedaille in der Mannschaftsverfolgung. Er fuhr beide Male zusammen mit Sergi Escobar, Carlos Torrent und Asier Maeztu. 2005 wechselte er auf die Straße. Er unterschrieb bei dem Continental Team Andalucía-Paul Versan. Er gewann zwei Etappen der Burgos-Rundfahrt und fuhr die ersten drei Tage im Führungstrikot. Seit 2006 fährt Castaño für das spanische Professional Continental Team Kaiku. Bei der Katalonien-Rundfahrt feierte er seinen größten Erfolg: Er gewann die vierte Etappe und fuhr zwei Tage im Führungstrikot.
Ende der Saison 2010 beendete er seine Karriere als Profiradrennfahrer.

## Erfolge

### Straße
2006
- eine Etappe Katalonien-Rundfahrt

2002
- Gesamtwertung Vuelta a Madrid

### Bahn
2004
- Olympische Spiele – Mannschaftsverfolgung (mit Sergi Escobar, Carlos Torrent und Asier Maeztu)
- Weltmeisterschaften – Mannschaftsverfolgung (mit Sergi Escobar, Carlos Torrent und Asier Maeztu)

## Teams
- 2005: Andalucía-Paul Versan
- 2006: Kaiku
- 2007: Karpin Galicia
- 2008: Karpin Galicia / Xacobeo Galicia
- 2009: Xacobeo Galicia
- 2010: Xacobeo Galicia